# Пјотр Анжу
Пјотр Фјодорович Анжу (рус. Пётр Фёдорович Анжу́; Вишњи Волочок, 15. фебруар 1797 — Санкт Петербург, 12. октобар 1869) био је руски адмирал и истраживач Арктика.

## Биографија
Пјотр Анжу рођен је 15. фебруара 1797. у Вишњем Волочоку у Тверској губернији. Његов дјед доселио се у Москву из Француске средином XVIII века, а његов отац Фјодор је као руски држављанин радио као лекар.
Након школовања на морнаричкој академији у Петрограду (рус. Морской кадетский корпус) војничку морнаричку каријеру започиње на патролним бродовима у Финском заливу, што му је донело промакнуће у чин поручника (1. јануара 1820. године).
Године 1820. постављен је за вођу Устјанске поларне експедиције у северном Сибиру, експедиције чији је основни циљ било детаљније истраживање и описивање обала северног Сибира на потезу између река Олењок и Индигирке и околних Новосибирских острва. Експедиција је трајала пуне 4 године, све до 1824. године. По повратку са експедиције Анжу је награђен Орденом светог Владимира 4. степена.
Био је учесник војно-истраживачке мисије североисточних обала Каспијског и западних обала Аралског језера 1825–1826. године.
учествовао је у Наваринској бици (20. октобра 1827, део Грчког рата за независност) где је као заповедник бојног брода „Гангут“ командовао артиљеријским нападима са мора. Иако је током битке рањен у главу, није напуштао свој положај све до њеног окончања.
Године 1844. унапређен је у чин контраадмирала те је постављен на место капетана Кронштатске луке (на тој позицији је остао све до 1859. године). Унапређен је у чин вицеадмирала 6. децембра 1854, а потом и у чин адмирала 1. јануара 1866. године.
Преминуо је у Санкт Петербургу 12. октобра 1869. у 72. години живота. Сахрањен је на Смоленском лутеранском гробљу у Петербургу. Његов син Пјотр Петрович Анжу служио је у руској морнарици, а бавио се и разним хидрографским истраживањима.
Северна група Новосибирских острва добила је име у његову част Острва Анжу.